# Tashichoedzong
Tashichoedzong (in lingua dzongkha: བཀྲ་ཤིས་ཆོས་རྫོང) è un monastero buddista e fortezza nella periferia nord di Thimphu in Bhutan, sulla sponda occidentale del Raidāk. Tradizionalmente era la sede del Druk Desi, capo del governo civile del Paese, il cui ruolo è poi confluito in quello del re nel 1907.
La struttura principale dell'edificio dipinto di bianco è a due piani con torri a tre piani in ciascuno dei quattro angoli sormontati da tetti dorati a tre livelli. C'è anche una grande torre centrale o utse.

## Storia
L'originale dzong di Thimphu (Do-Ngön Dzong, o Dzong della Pietra Azzurra) fu costruito nel 1216 dal lama Gyalwa Lhanapa (1164-1224), fondatore del ramo Lhapa del Drikung Kagyu, nel punto in cui ora sorge il monastero di Dechen Phodrang, su una cresta sopra l'attuale Tashichoedzong. Nel 1641 lo Shabdrung Ngawang Namgyal prese lo dzong dal Lhapa Kagyu, lo riconsacrò e lo ribattezzò Tashichoedzong (Dzong Tashichoe). Fu quindi scelto come sede principale del Drukpa Kagyu Meridionale e come residenza estiva del corpo monastico o sangha diretto dallo Shabdrung Rinpoche. La maggior parte di questo dzong originale fu distrutta da un incendio nel 1772 e un nuovo dzong fu costruito nel sito attuale dal sedicesimo Desi, Sonam Lhudrup, e fu poi consacrato dal tredicesimo Je Khenpo, Je Yonten Taye, che chiamò il nuovo dzong Sonamchoedzong. Dopo la morte del Desi fu ribattezzato nuovamente Tashichoedzong dopo il vecchio Dzong.
Il Tashichoedzong fu quasi totalmente distrutto dal tremendo terremoto del 1897 e da altri incendi, ma ogni volta è stato ricostruito dai Desi e dai Je Khenpo del tempo. Nel 1962, dopo che la capitale fu trasferita da Punakha a Thimphu, l'attuale dzong fu ricostruito dal terzo re, Jigme Dorji Wangchuck, come sede del governo seguendo un piano diverso da quello precedente. Solo la torre centrale, il Lhakhang Sarp (nuovo tempio) e il principale Gönkhang (tempio protettore) rimangono dal precedente Dzong. Dopo il suo completamento nel 1968, il nuovo Tashichoedzong fu consacrato dal 66º Je Khenpo Yonten Tarchin; il 16° Karmapa Rangjung Rigpai Dorje; e Je Kudre, Jamyang Yeshe.
Il Trashichoedzong ospita la sede del governo del Bhutan dal 1968. Attualmente ospita la sala del trono e gli uffici del re, il segretariato del governo e i ministeri degli affari interni e della finanza. Altri dipartimenti governativi sono ospitati in edifici a sud dello dzong, e altri in nuovi edifici a Thimphu. A ovest dello dzong si trova una piccola torre di Ney Khang Lhakhang che ospita una statua di Gautama Buddha e divinità protettrici. Nel 1953 la famiglia reale si stabilì nel nuovo Palazzo Dechencholing, oggi usato come residenza estiva.

## Templi e cappelle
Ci sono trenta templi, cappelle e santuari all'interno del Taschichoedzong.

## Galleria d'immagini

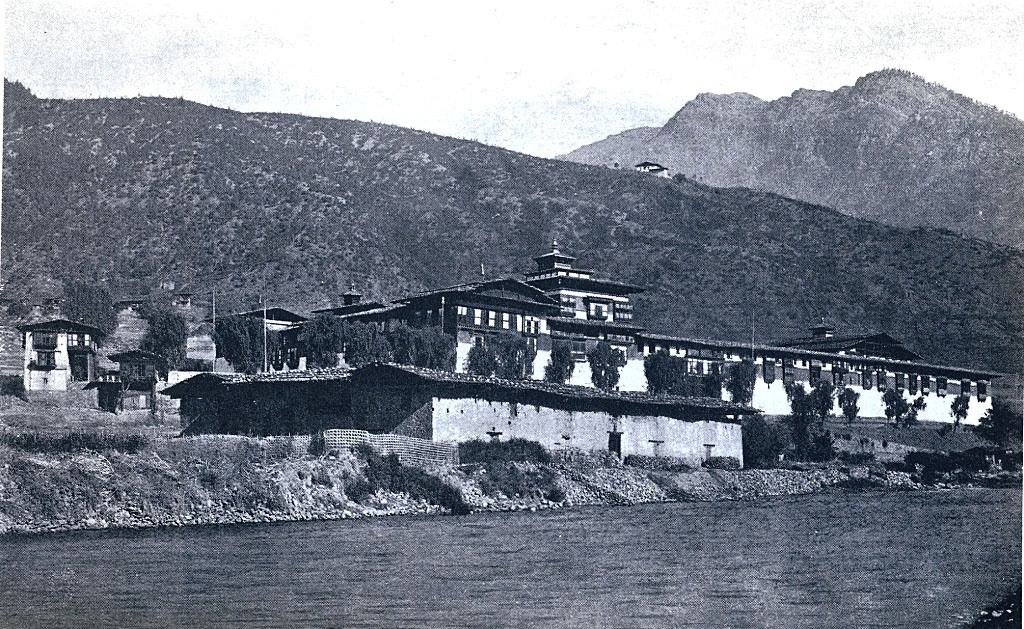
Il Tashichoedzong nel 1921.
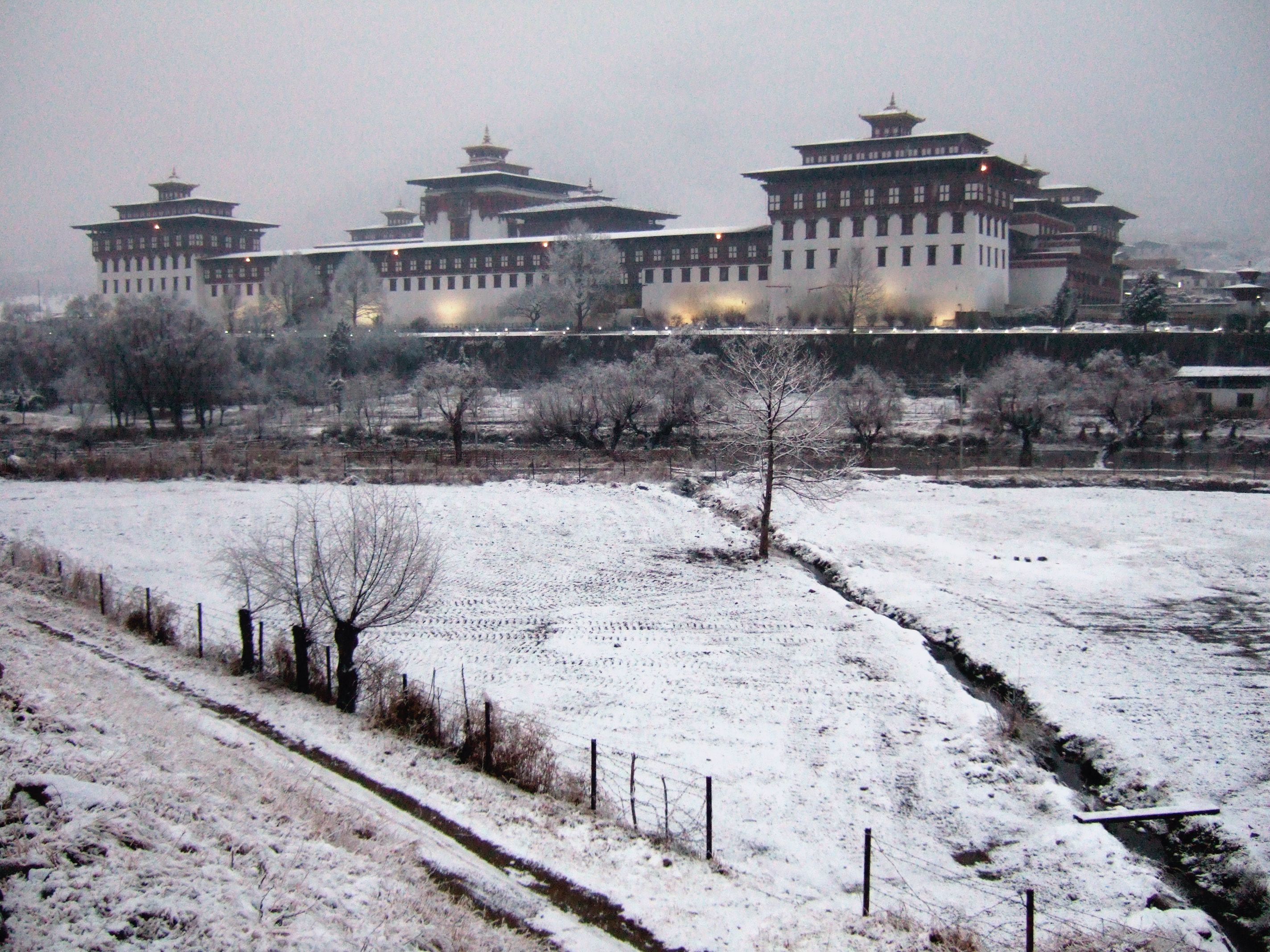
Il Tashichoedzong in inverno.
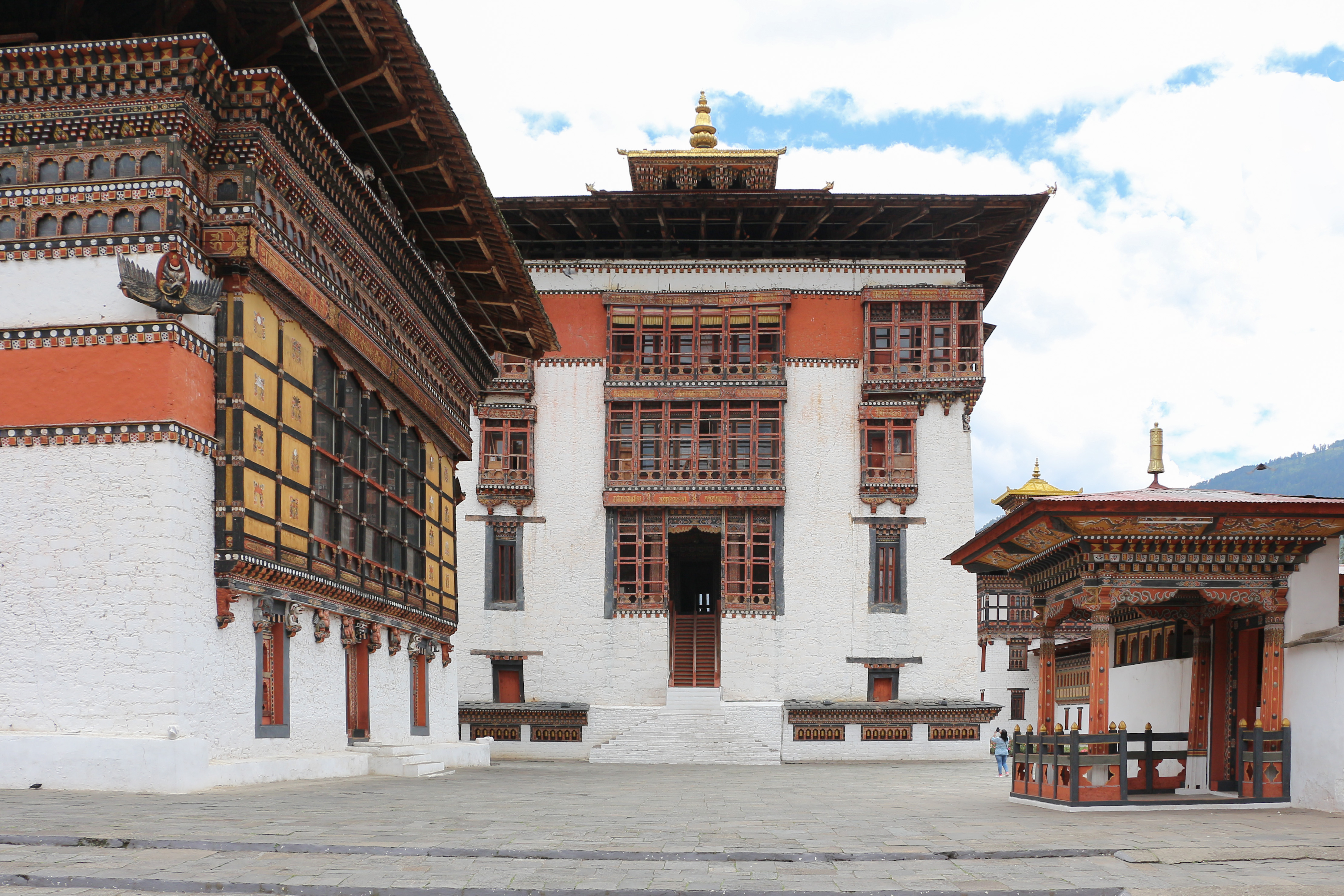
La torre centrale (o utse) del Tashichoedzong.
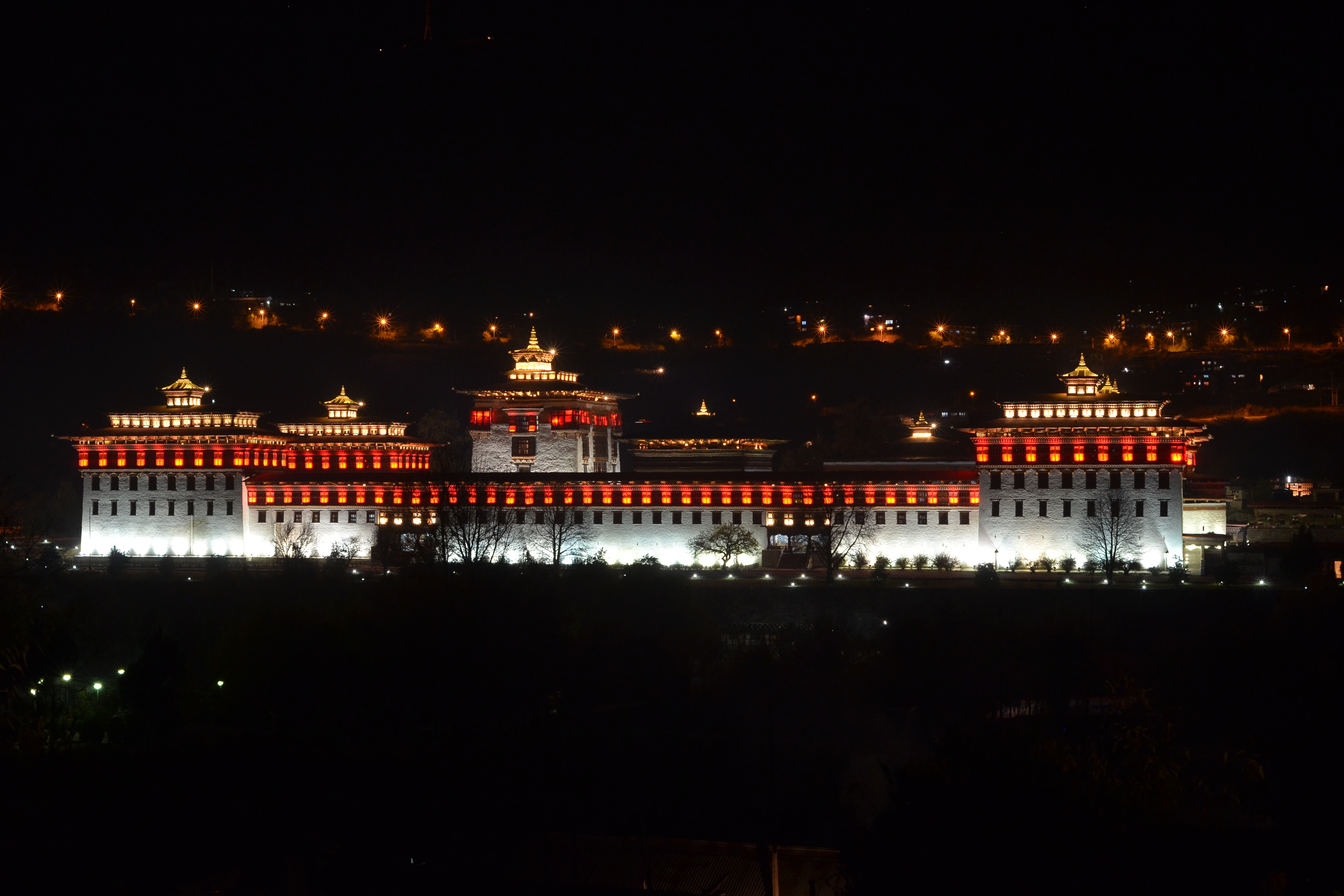
Il Tashichoedzong di notte.
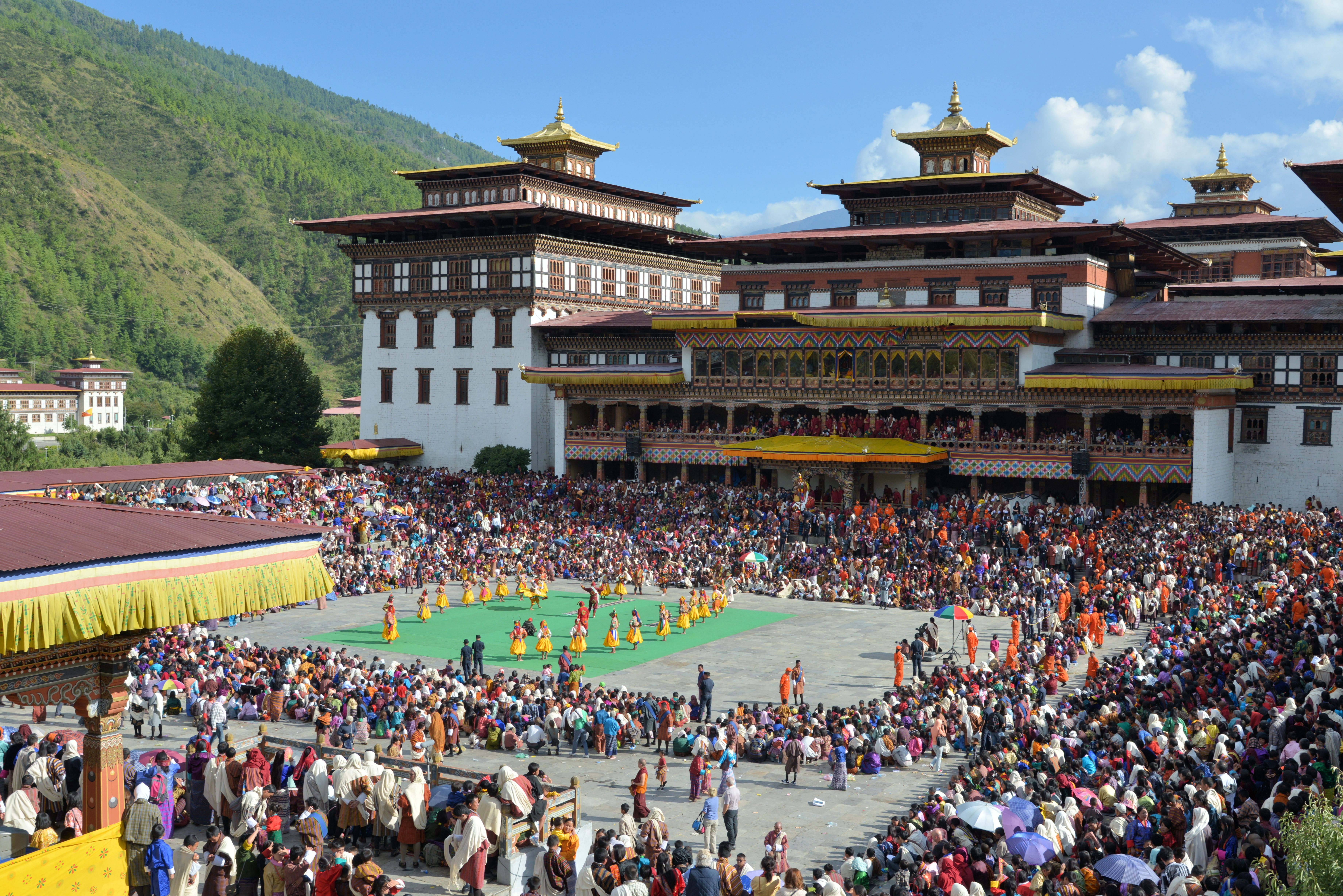
Lo tshechu di Thimphu al Tashichoedzong.